# Fobétor

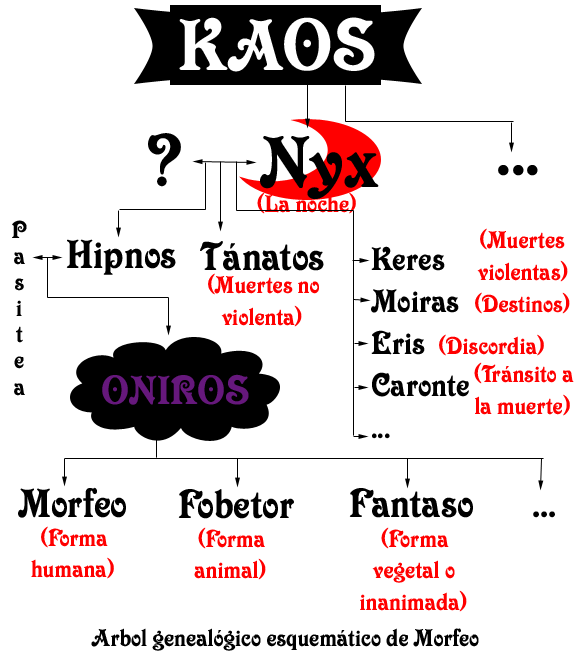
Árbol genealógico donde aparece reflejada la ascendencia de Fobétor.

En la mitología grecorromana, Fobétor (en latín: Phobētor, del griego Φοβήτωρ: ‘el que asusta’) era uno de los somnia («ensueños»), los mil hijos de Somnus («Sueño»), que personificaban los sueños. Fobétor es el nombre que le dan los hombres, en tanto que los dioses lo refieren como Ícelo o Íquelo (en latín: Icĕlus, del griego Ἴκελος: ‘el de la semejanza’).
Solo aparece en el poema de Las metamorfosis de Ovidio, quien lo describe como el que «se convierte en bestia, en ave o en serpiente de cuerpo alargado». Era uno de los ensueños principales, junto a sus hermanos Morfeo y Fantaso.
Higino y Cicerón dicen que tanto los Sueños (Somnia) como el Sueño (Somnus) habían nacido de la unión entre la Noche (Nox) y el Erebo. Virgilio dice que en el centro del inframundo se erige un sombrío olmo gigante que tiende sus ramas, con sus añosos brazos. Anidan por todo él los «sueños vanos», según dicen, colgados de todo su follaje.